# La fede ne' tradimenti
La fede ne' tradimenti è un dramma per musica in tre atti su libretto di Girolamo Gigli, composto da Attilio Ariosti (Bologna 1666-Londra 1729), rappresentato per la prima volta a Berlino nel 1701.

## Trama

### Atto I
Fernando, conte di Castiglia, sta per partire per la Navarra dove sposerà la principessa Anagilda. Sua sorella Elvira tenta però di fermarlo, mettendolo in guardia da Garzia, re di Navarra e fratello di Anagilda, a cui Fernando ha ucciso il padre Sancio. Fernando non crede alla sorella dal momento che ha ucciso Sancio in un regolare duello.
Intanto in Navarra Garzia esorta la sorella Anagilda a sposare Fernando, anche se in cuor suo sta tramando vendetta. In realtà anche Anagilda brama la vendetta e mostra al fratello uno scrigno dove è chiuso il regalo per l'amante, che però è la testa del padre Sancio.
Anagilda è però combattuta fra il dolore per il padre ucciso e l'amore per Fernando.
Fernando giunto al castello viene arrestato.

### Atto II
Elvira si sveglia dopo un sogno premonitore che l'avverte che il fratello è in pericolo e decide di andare in aiuto di Fernando.
Garzia pregusta la vendetta, ma la sorella gli inveisce contro, ammettendo alla fine di amare il prigioniero. Anagilda passeggiando vicino alla prigione canta una canzone pensando a Fernando, che l'ascolta. L'uomo le chiede un sospiro, che alla fine arriva (aria: Questi ceppi e questo orrore). Elvira giunge a palazzo, travestita da Moro, e riesce a gettare una spada, con un bigliettino ad essa legato, nella cella del fratello. Mentre Fernando sta per leggerlo, entra Anagilda travestita ed armata: Fernando non la riconosce e la ferisce ad una mano; i due fuggono poi dalla prigione. Alla cella torna Elvira, che vede la macchia di sangue per terra e crede che il fratello sia già stato ucciso, così giura vendetta contro Garzia.

### Atto III
Garzia cattura Elvira e se ne innamora, le propone così di il perdono e il matrimonio, dopo averla rassicurata che Fernando è ancora vivo; lei acconsente. 
In un bosco i due fuggitivi intanto si consolano, ma Anagilda legge il biglietto legato alla spada, dal quale sembra emergere che Fernando ami un'altra; così, presa dalla rabbia, fugge. 
Garzia sente di nascosto Elvira che sfoga la sua ira contro di lui, così le racconta che il fratello è morto e che prima di spirare le aveva ingiunto di sposare Garzia. Al rifiuto di Elvira, Garzia le impone di scegliere: o il matrimonio o la vita. 
Anagilda viene informata della verità riguardo all'autrice del biglietto; in pensiero per Elvira, che è decisa a morire, informa Fernando che una legge della Navarra consente ad una fanciulla condannata a morte di essere salvata con un duello, in cui un campione potrà far valere i suoi diritti. 
Elvira intanto ha accettato di sposare Garzia, che riflette sulla sincerità dei suoi sentimenti. Elvira al cospetto di Garzia tenta di ucciderlo, Fernando, irrompendo in armatura e col cimiero abbassato, sventa l'attentato. Arriva anche Anagilda, che svela l'identità di Fernando. Garzia, riconoscente, perdona tutto e cede il regno alla sorella, così che Fernando possa regnare. Elvira decide di partire per il campo moro, seguita da Garzia, che vuole dimostrare il suo valore per conquistarne l'amore.

## Personaggi
- Garzia, re di Navarra, basso
- Anagilda, sua sorella, soprano
- Fernando, conte di Castiglia, mezzosoprano
- Elvira, sua sorella, soprano

## Rappresentazioni
L'opera ha conosciuto un lungo oblio. Riproposta recentemente, la prima ripresa italiana moderna è avvenuta a Siena, per conto dell'Accademia Chigiana, il 12 e il 13 luglio 2011, con il maestro Fabio Biondi quale direttore, l'ensemble Europa Galante; regia, scene, costumi e luci curati da Denis Krief; interpreti ne sono stati: Johannes Weisser (Garzia), Roberta Invernizzi (Anagilda), Marianne Beate Kielland (Fernando), Lucia Cirillo (Elvira).